# Chaîne Clwydienne
La chaîne Clwydienne (Clwydian Range en anglais, Bryniau Clwyd en gallois) est une chaîne de collines située dans le Nord-Est du pays de Galles.

## Géographie
Orientée du nord au sud, la chaîne Clywdienne s'étend de Prestatyn au nord à Llandegla au sud, le long de la frontière entre les comtés du Denbighshire et du Flintshire. Son point culminant, qui est également celui du Flintshire, est la colline de Moel Famau (en), qui s'élève à 554 m.
Au sommet de cette colline se trouvent les ruines d'un monument de style éclectique égyptien. Conçu comme un obélisque par l'architecte Thomas Harrison pour commémorer le jubilé d'or de George III (en) en 1810, sa construction n'a jamais été achevée et il n'en subsiste que la base, qui est un monument classé de grade II.

## Histoire
La chaîne Clwydienne abrite plusieurs collines fortifiées de l'âge du fer britannique à Moel y Gaer (Bodfari), Moel y Gaer (Llanbedr) (en), Moel Arthur (en), Penycloddiau (en) et Foel Fenlli (en).

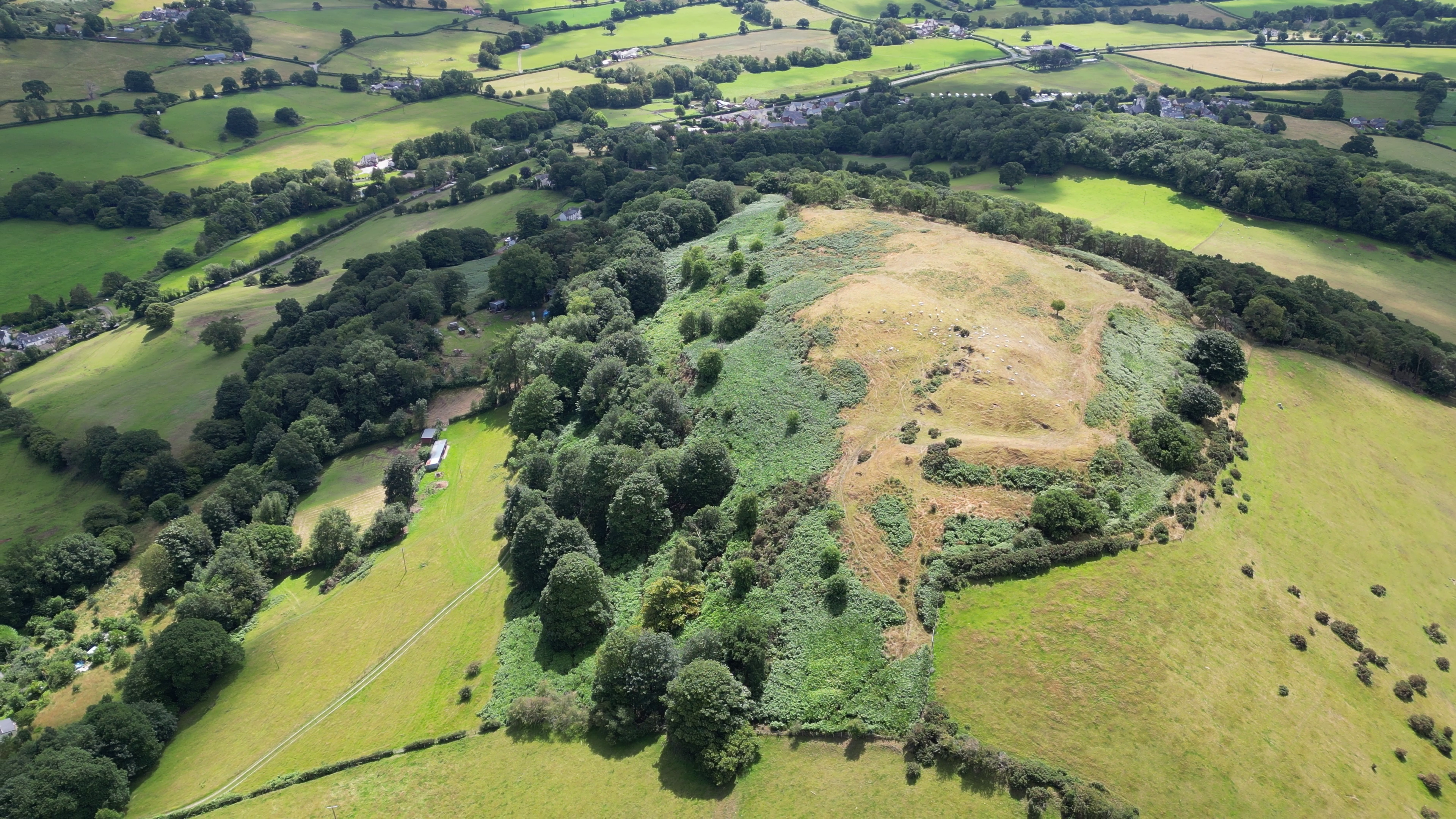
Moel y Gaer (Bodfari).
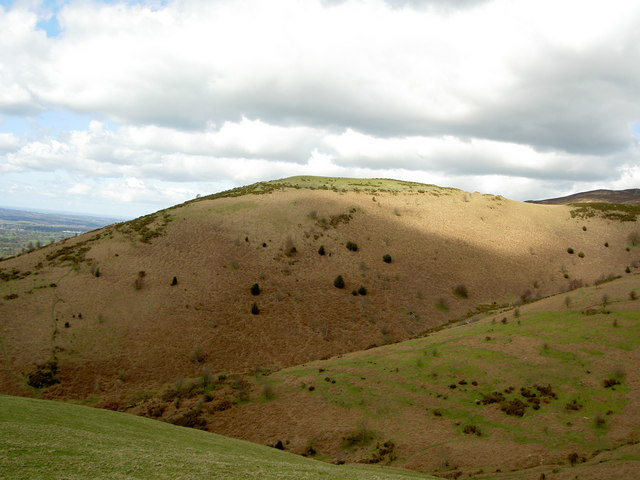
Moel Y Gaer (Llanbedr).
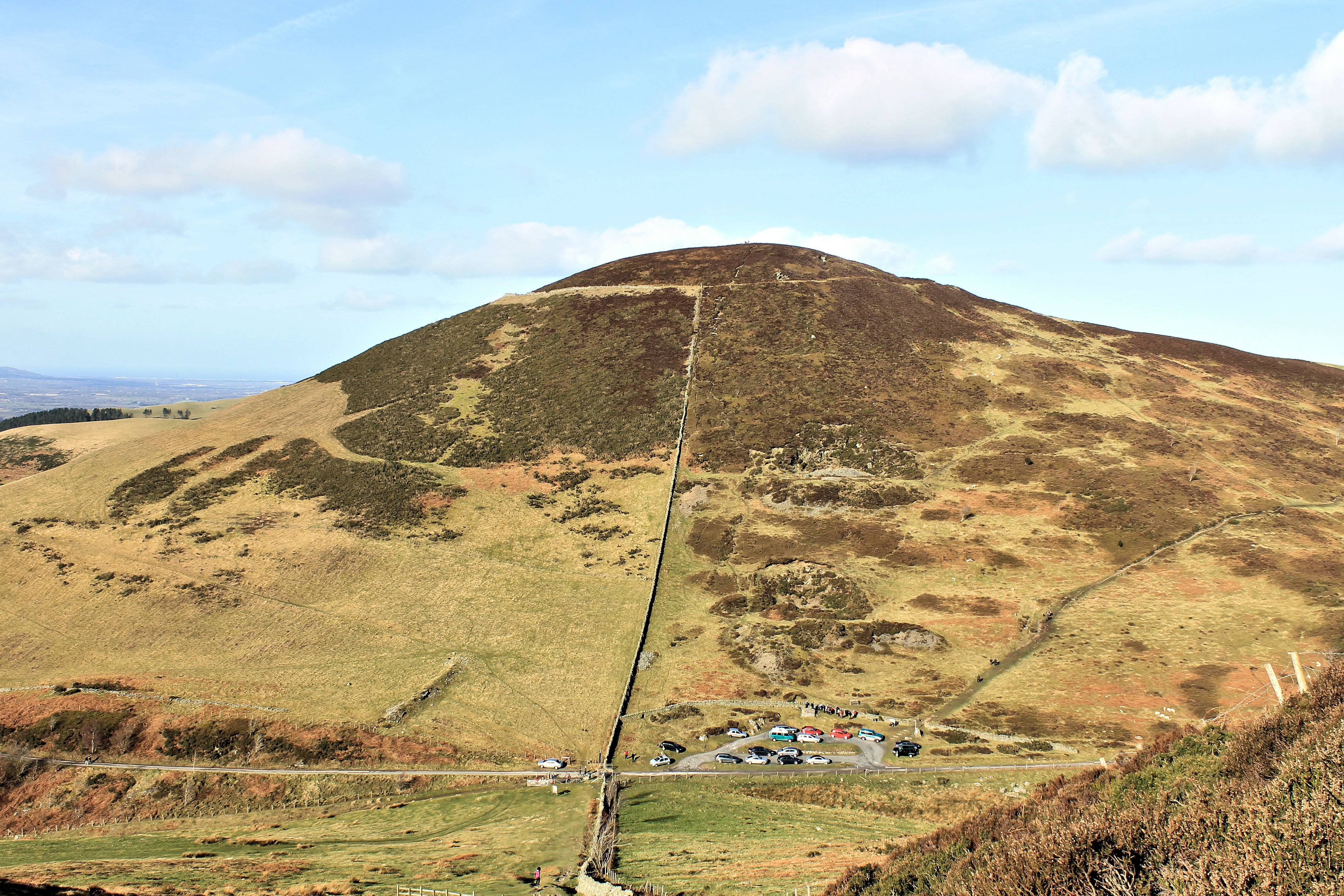
Moel Arthur.
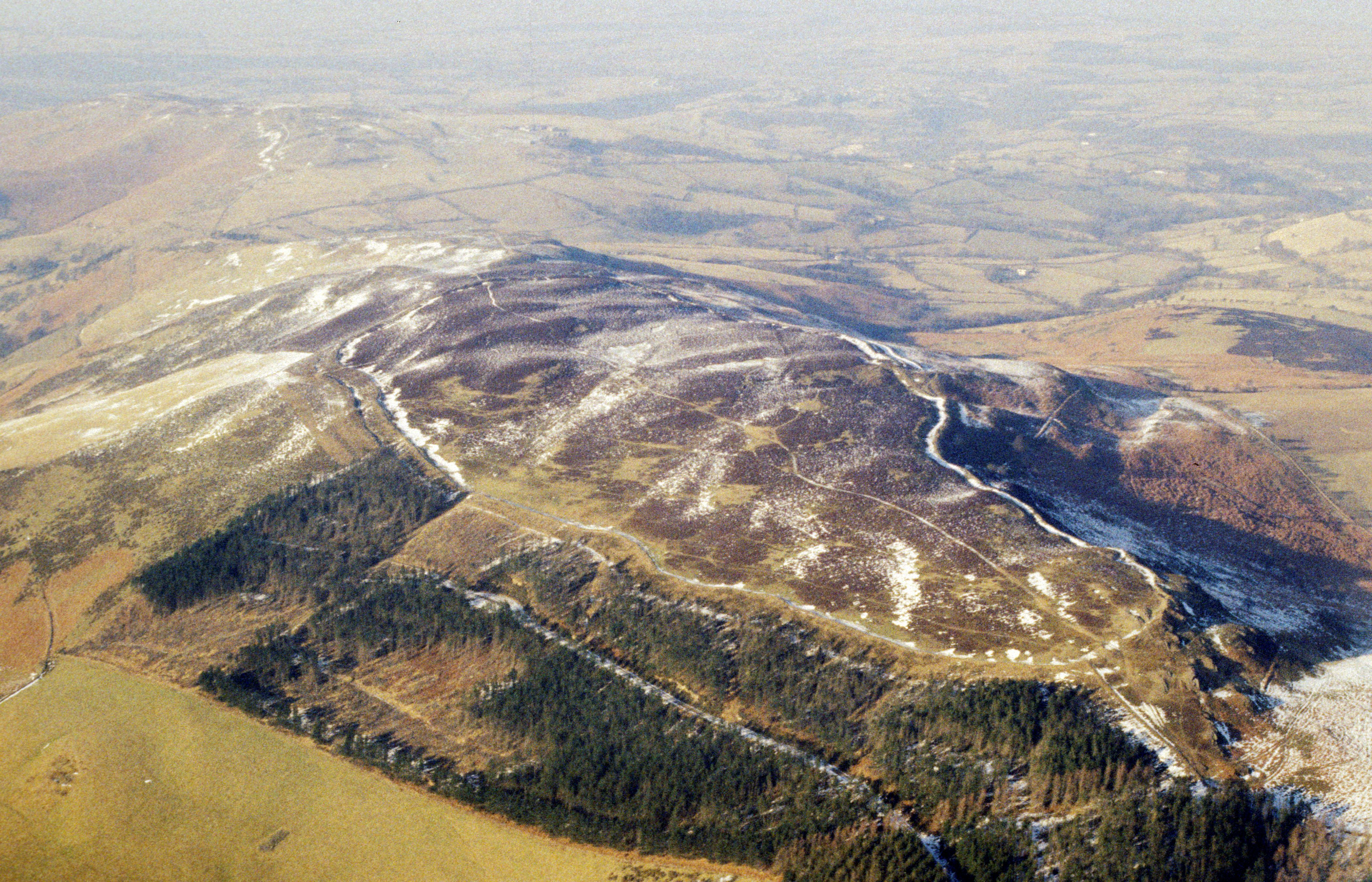
Penycloddiau.
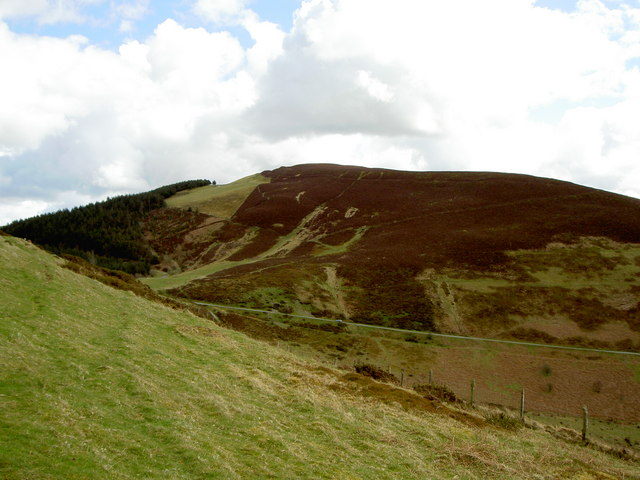
Foel Fenlli.

## Protection
La chaîne Clwydienne est protégée en tant que Area of Outstanding Natural Beauty depuis 1985. Cette zone protégée est étendue vers le sud en 2011 pour couvrir une partie de la vallée de la Dee et prend le nom de Clwydian Range and Dee Valley (en).